# Красина (Одесская область)
Красина (укр. Красина) — бывшее село в Ивановском районе Одесской области Украины. Село было подчинено Калиновскому сельсовету.

## История
По состоянию на 1964 год население — 23 человек. Было включено в состав села Джугастрово.

## География
Было расположено на реке Кошкова — южнее села Соколово и севернее села Шустовка.